# St. Martin (Oberwillingen)

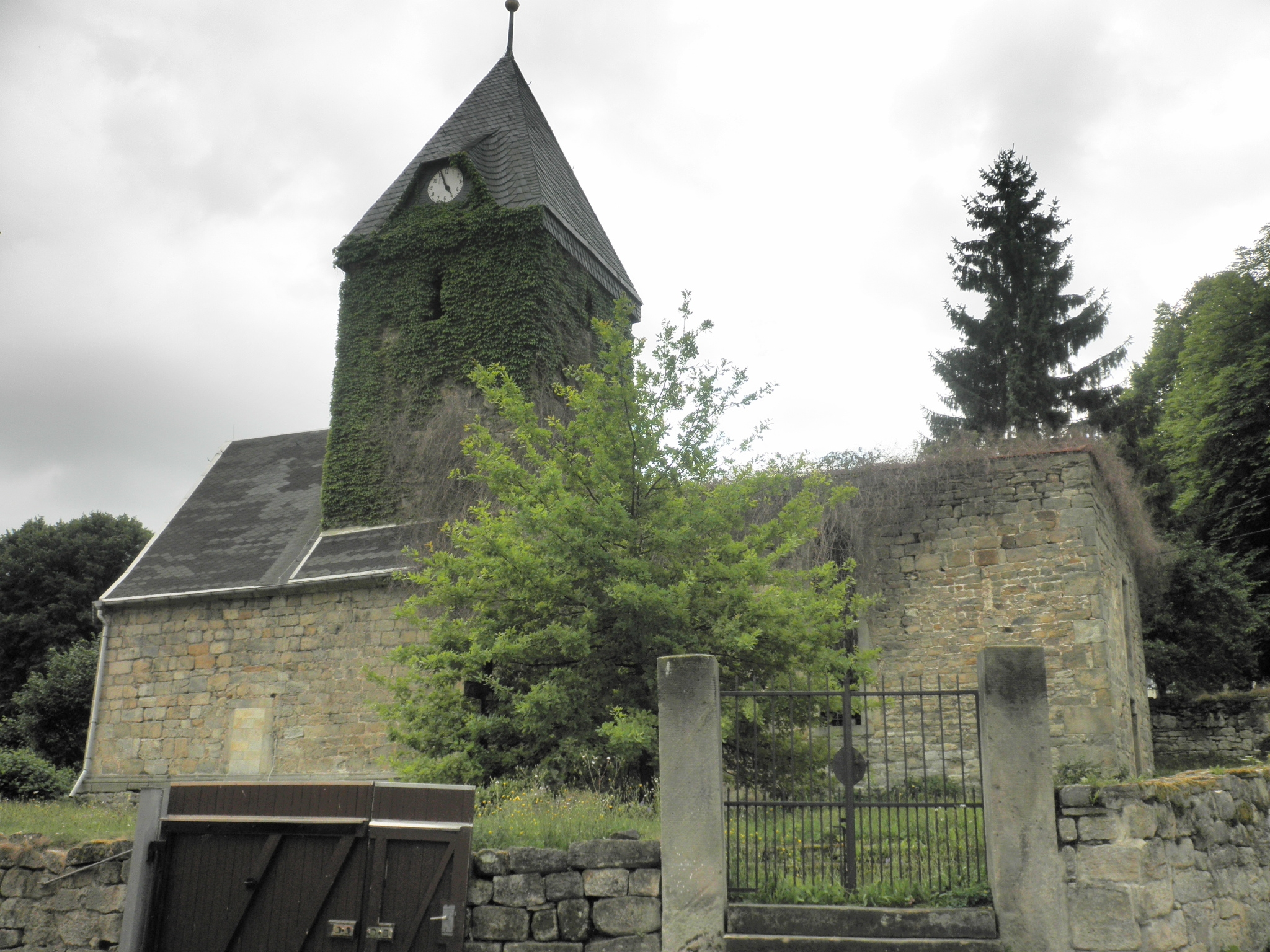
Die Kirche

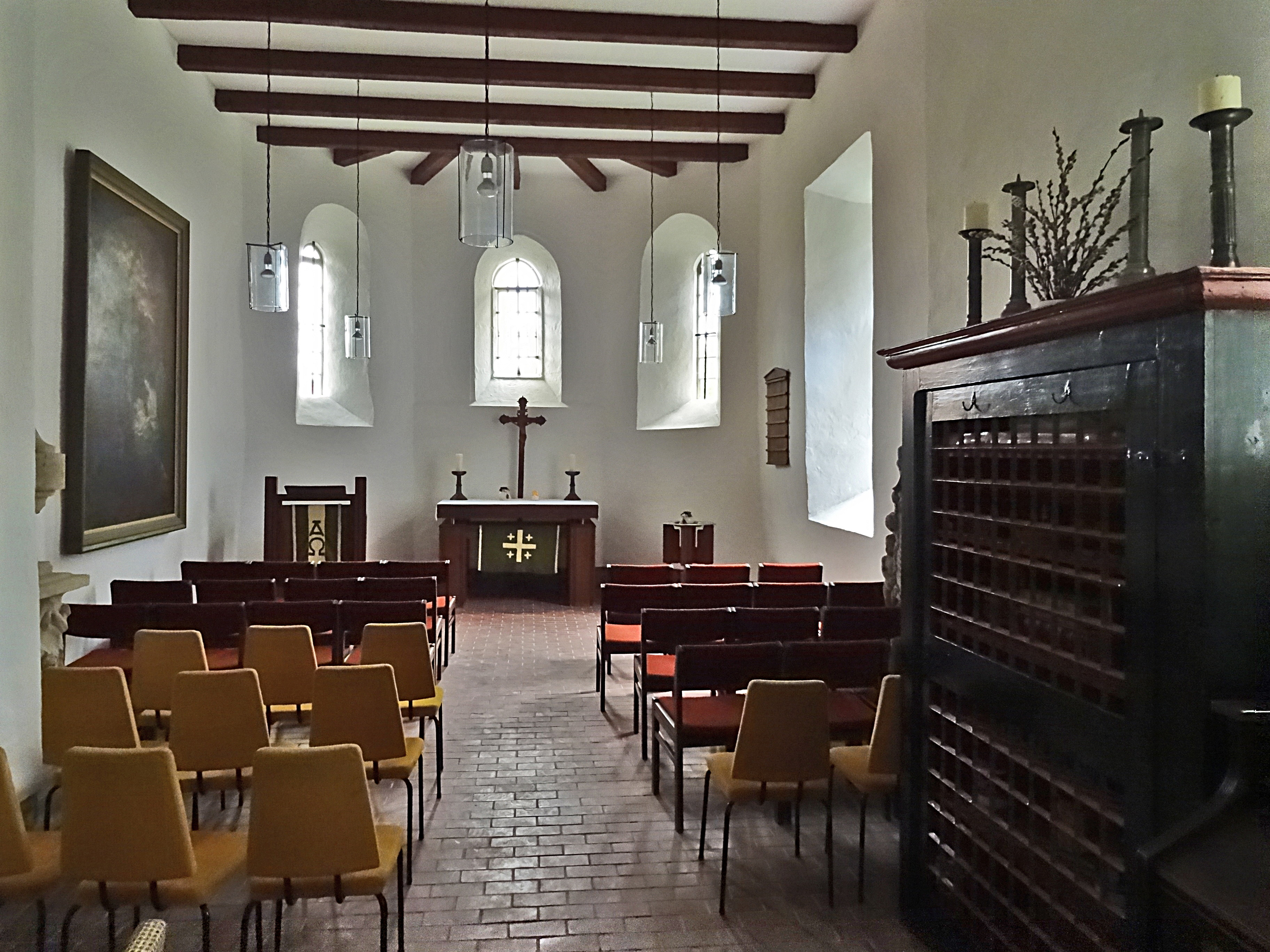
Innenansicht

Die evangelische Dorfkirche St. Martin steht im Ortsteil Oberwillingen der Stadt Stadtilm im Ilm-Kreis in Thüringen.

## Geschichte
Die Dorfkirche ist massiv aus Naturstein im 10. Jahrhundert errichtet und im 13. Jahrhundert umgebaut wurde. Sie ist eine der ältesten Kirchen der Region.
1533 wurde hier die Reformation eingeführt.
Laut Chronik wurde im Jahr 1667 die große Glocke angeschafft. 1752 wurde der Kirchturm restauriert. 1792 setzte man den Turmknopf auf. 1836 wurde das Kirchendach neu gedeckt. 1855 ersetzte Friedrich Wilhelm Holland aus Schmiedefeld die unbrauchbar gewordene Orgel. 1875 erhielt der Kirchturm seinen ersten Blitzableiter. 1914 wurde die Orgel nochmals erneuert durch Adam Eifert Nachfolger. 1917 wurden die Prospektpfeifen und später die Glocken im Krieg eingeschmolzen.
Gegen den Willen des Pfarrers hissten Bürger die weiße Fahne beim Einmarsch der Amerikaner am 11. April 1945, so dass Schäden abgewendet wurden.
In der Folgezeit erfolgten keine Aktivitäten zur Erhaltung des Gotteshauses. Heute sind daher nur der Kirchturm und der Chor östlich des Turmes nutzbar. Das Kirchenschiff ist seit 1980 eine dachlose Ruine. Der barocke Turmhelm wurde durch ein einfaches Dach ersetzt.